# ترافنبروک
ترافنبروک (به آلمانی: Travenbrück) یک شهر در آلمان است که در شتورمارن واقع شده‌است. ترافنبروک ۱٬۷۵۲ نفر جمعیت دارد.